# Okres Semily

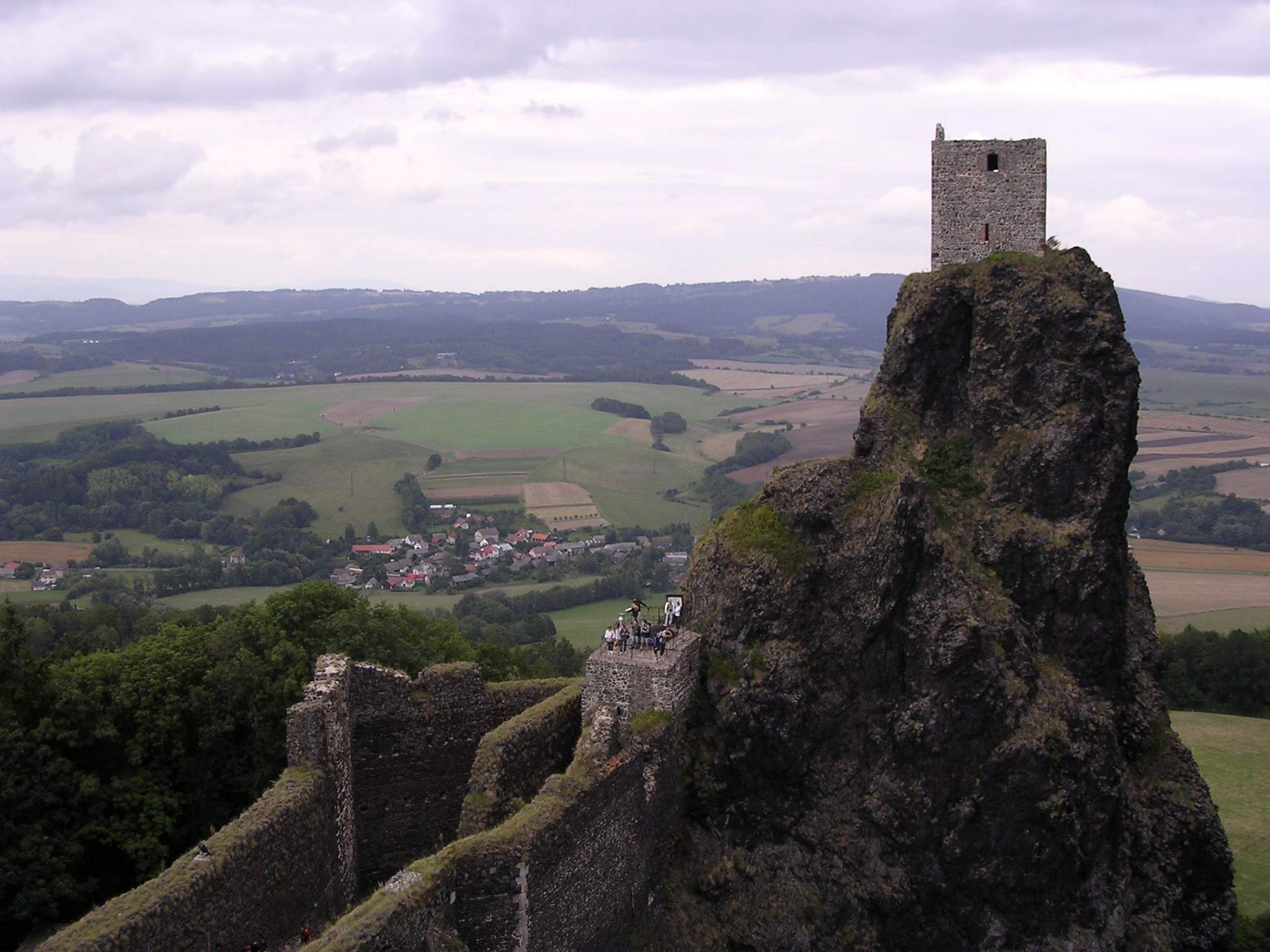
Burg Trosky

Der Okres Semily (dt.: Bezirk Semil) war eine Gebietskörperschaft im Liberecký kraj (Region Reichenberg) in Tschechien. Die Okresy waren in etwa vergleichbar mit den Landkreisen in Deutschland, die Bezirksverwaltungen wurden zum 31. Dezember 2002 aufgelöst.
Der Bezirk befindet sich im südöstlichen Teil Nordböhmens und erstreckt sich vom Böhmischen Paradies bis zum Riesengebirge.
73.004 Einwohner (Stand 1. Januar 2023) leben auf 699 km² in 65 Gemeinden und 208 Ortsteilen, davon neun Städten, in denen wiederum 60 % der Bevölkerung wohnt. Das Besondere am Bezirk ist, dass nicht die Stadt Semily die meisten Einwohner hat, sondern Turnov.
Insgesamt sind im Bezirk 17.000 Unternehmen registriert. Die größte Rolle spielt immer noch die Industrie. Die ehemals vorherrschende Textilindustrie spielt heute kaum noch eine Rolle im Gegensatz zum Maschinenbau, zur Nahrungsmittel- und Glasindustrie. 51 % der Bevölkerung sind erwerbstätig, die Bruttolöhne liegen unter dem Schnitt des Kreises und des Landes, die Arbeitslosigkeit liegt bei 6,5 %.
Der Fremdenverkehr ist eine der wichtigen ganzjährigen Einnahmequellen. Krkonoše mit den Erholungszentren Harrachov, Benecko, Rokytnice nad Jizerou, Vysoké nad Jizerou sind nicht nur Wintersportgebiete, sondern auch Austragungsorte internationaler Sportveranstaltungen. Český Ráj ist ein Naturschutzgebiet mit seltenen Pflanzen und historischen Gebäuden wie die mittelalterliche Burg Trosky mit dem legendären Berg Kozákov, einer Fundstelle von Edelsteinen. Typisch für Český ráj sind auch die Sandfelsenlandschaften, ein Eldorado für Kletterer. Eine Weltrarität sind die Bozkovské jeskyně (Dolomithöhlen von Bozkov).

## Städte und Gemeinden
Benecko – Benešov u Semil (Beneschau b. Semil) – Bělá (Biela) – Bozkov (Boskau) – Bradlecká Lhota (Lhota Bradletz) – Bukovina u Čisté (Bukowina b. Tschiest) – Bystrá nad Jizerou (Bistra a.d. Iser) – Čistá u Horek (Tschiest) – Háje nad Jizerou (Haje) – Holenice (Holenitz) – Horka u Staré Paky (Falkendorf) – Horní Branná (Brennei) – Hrubá Skála (Großskal) – Chuchelna – Jablonec nad Jizerou (Jablonetz) – Jesenný (Jesen) – Jestřabí v Krkonoších (Jestrabi) – Jilemnice (Starkenbach) – Kacanovy (Kazanow) – Karlovice (Karlowitz) – Klokočí (Klokotsch) – Košťálov (Koschtialow) – Kruh (Kruch) – Ktová (Ktowa) – Levínská Olešnice (Lewiner Oels) – Libštát (Liebstadtl) – Lomnice nad Popelkou (Lomnitz a.d. Popelka) – Loučky (Loutschek) – Martinice v Krkonoších (Merzdorf) – Mírová pod Kozákovem (Mirowa) – Modřišice (Modschitz) – Mříčná (Wemerschitz) – Nová Ves nad Popelkou (Neudorf a.d.Popelka) – Ohrazenice u Turnova (Wochrasenitz) – Olešnice (Woleschnitz) – Paseky nad Jizerou (Pasek) – Peřimov (Perschimov) – Poniklá – Přepeře (Pschepersch) – Příkrý (Pschikri) – Radostná pod Kozákovem – Rakousy (Rakous) – Rokytnice nad Jizerou (Rochlitz a.d. Iser) – Roprachtice (Ruppersdorf) – Rovensko pod Troskami (Rowensko b. Turnau) – Roztoky u Jilemnice (Rostok b. Starkenbach) – Roztoky u Semil (Rostok b. Semil) – Semily (Semil) – Slaná – Stružinec (Struschinetz) – Studenec (Studenetz) – Svojek (Swojek) – Syřenov (Sirschenow) – Tatobity (Tatobit) – Troskovice (Troskowitz) – Turnov (Turnau) – Veselá (Wessela) – Víchová nad Jizerou (Wichau) – Vítkovice (Witkowitz) – Všeň (Weschen) – Vyskeř (Wiskersch) – Vysoké nad Jizerou (Hochstadt a.d. Iser) – Záhoří (Sahorsch) – Žernov (Schernow)
Die Stadt Harrachov wechselte zum Jahresbeginn 2021 in den Okres Jablonec nad Nisou.